# Santiago Loza
Santiago Loza (Provincia de Córdoba), Argentina, 15 de abril de 1971) es un director escritor, y guionista de cine y televisión y dramaturgo argentino que ha ganado diversos premios con sus producciones de cine independiente.

## Actividad profesional
Estudió en la ENERC y en la Escuela Municipal de Arte Dramático. 
Entre sus obras de teatro se encuentran, entre otras, Amarás la noche, He nacido para verte sonreír, El mal de la montaña, Matar cansa, La mujer puerca, Nada del amor me produce envidia, Pudor en animales de invierno, Todo verde, Tu parte maldita y La vida terrenal. Como director de cine pueden citarse sus largometrajes "Extraño""Rosa Patria"La invención de la carne, La Paz y Breve historia del planeta verde y sus películas se han exhibido en festivales internacionales como Cannes, Locarno, Berlín, San Sebastián, Londres.
En 2014 recibió por su labor como dramaturgo el diploma al mérito Konex en el rubro Teatro quinquenio 2009-2013, los premios Teatro XXI y Trinidad Guevara, además de ser nominado a los premios Teatros del Mundo, Florencio Sánchez y María Guerrero. 
En 2017 publicó su primera novela de ficción, El hombre que duerme a mi lado. La siguieron "La Primera Casa", los libros de no ficción "Nadadores Lentos" (Documenta) y "Diario Inconsciente" (Bosque Energético), el libro de poemas "Noventa y nueve naturalezas muertas" (Gog y Magog).
Se ha desempeñado en 2018 y 2019 como tutor en el concurso Desarrollo de Guiones del INCAA.
En 2021 fue reconocido con un Diploma al Mérito de los Premios Konex como uno de los 5 mejores  guionistas de la década en la Argentina.
Fue parte del International Writing Program de la Universidad de Iowa, Estados Unidos. 
Resultó ganador del Premio Nacional de Literatura, categoría Guion Cinematográfico.

## Filmografía
Intérprete
- El asombro	2014	...	(voz)

Director
- Edición ilimitada (2020)
- Breve historia del planeta verde	2019	[5][6]
- Malambo, el hombre bueno	(2018)
- Si estoy perdido, no es grave	(2014)
- El asombro	(2014)
- La Paz	(2013)
- Los labios	(2010)
- La invención de la carne	(2009)
- Ártico	(2008)
- Rosa patria	2008
- Cuatro mujeres descalzas 	(2004)
- Extraño	(2003)
- Lara y los trenes (cortometraje, 1999)

Ayudante de dirección
- La fe del volcán	(2001)

Guionista
- Piedra noche (2021)
- Edición ilimitada	(2020)
- Breve historia del planeta verde	(2019)
- Toublanc	(2017
- Crespo (La continuidad de la memoria)	(2016)
- Si estoy perdido, no es grave	(2014)
- Carnaval (cortometraje, 2014)
- Ab	(2013)
- La Paz	(2013)
- Me perdí hace una semana	(2012)
- Los labios	(2010)
- La invención de la carne	(2009)
- Ártico	(2008)
- Cuatro mujeres descalzas	(2004
- Parapalos	2004)
- Extraño	2003
- 44 (cortometraje,	2000)
- Lara y los trenes (cortometraje, 1999)

Textos
- El asombro 	(2014)

Colaboración en el guion
- Amaina (cortometraje, 2010)
- Sommer 	(2005)

Producción
- El asombro 	(2014)
- La Paz	(2013)
- Los labios 	(2010)

Publicaciones 
Yo te vi caer (DOCUMENTA)
Empiecen sin mí (Libretto)
Textos reunidos (Biblos)
Obra dispersa (Entropía)
El hombre que duerme a mi lado (Tusquets)
La primera casa (Tusquets)
Nadadores lentos (Documenta)
Diario Inconsciente (Bosque energético)
Noventa y nueve naturalezas muertas (poesía) (Gog y Magog)

## Televisión
Director y guionista
- Doce casas (miniserie, 2014)

Él mismo
- Días de cine (miniserie, 2013)